# Vittorio Colletti
Vittorio Colletti (Verona, luglio 1943 – Verona, 2 gennaio 2024) è stato un medico italiano.

## Biografia
Laureatosi in Medicina nel 1968 all'Università di Padova, si è specializzato in otorinolaringoiatria e in neurologia.
Dal 1991 al 2013 è stato direttore della clinica di otorinolaringoiatria del Policlinico di Borgo Roma all'Università di Verona.
Nel 2000 ha impiantato per la prima volta su un paziente italiano di quattro anni e mezzo, nato senza il nervo uditivo, un orecchio bionico nel cervello, un intervento molto delicato e fortemente innovativo non solo per la giovane età del paziente ma anche perché sino a quel momento tali impianti venivano posti nella coclea dell'orecchio interno (labirinto) e non nell'area troncoencefalica.
Autore di numerose pubblicazioni, ha scritto in lingua inglese l'Atlante di micro-oto-neurochirurgia, un testo base per gli specialisti del settore.